# 金威ビール
金威ビール（きんい- ）は中華人民共和国深圳市を中心に生産されるのビールのブランド名である。金威啤酒集団有限公司により製造される。
金威啤酒は広東省政府が所管する粤海控股集団有限公司のグループ企業であり、中国でのビールの製造及び販売を行い、7年間で20万トンを生産する。下部に深圳金威啤酒有限公司、深圳金威啤酒釀造有限公司、金威啤酒（汕頭）有限公司、金威啤酒（東莞）有限公司、金威啤酒（天津）有限公司、金威啤酒（西安）有限公司、金威啤酒集団（成都）有限公司の参加企業を有し、広東省を中心に20以上の省市及び自治区、香港、マカオ、更には東南アジア、カナダ、パナマ等の海外へも輸出されている。
2004年1月、ハイネケンが有金威啤酒集団の約21%の株式を取得した。また中国国内で初めてISO 9000を取得、更に2005年4月にはHACCP、ISO14001、OHSAS18001の認証を中国ビールメーカーとして初めて取得した。
2002年、金威ビールは「中国名牌産品」を、2004年には「緑色食品」、2005年には「中国馳名商標」を獲得している。